# NGC 3290
NGC 3290 este o interacting galaxies⁠(d) situată în constelația Hidra. A fost descoperită în 1886 de către Francis Leavenworth.